# یایلادیبی (تاش‌اوا)
یایلادیبی (به لاتین: Yayladibi) یک منطقهٔ مسکونی در ترکیه است که در تاشوا واقع شده‌است.